# رشته‌کوه فلتهد (مونتانا)
رشته‌کوه فلتهد (به انگلیسی: Flathead Range) یک رشته‌کوه در کانادا است که در آلبرتا واقع شده‌است. رشته‌کوه فلتهد ۲٬۸۶۸٫۵۱ متر بالاتر از سطح دریا واقع شده‌است.